# Carl Gärtner (Lehrer)
Carl Friedrich Gärtner, normalisiert auch Karl Gärtner (* 6. Februar 1821 in Großnaundorf; † 7. Januar 1875 in Dresden) war ein deutscher Lehrer und Lyriker. Er gilt als Repräsentant der jugendlichen Elemente des deutschen Männergesangs.

## Leben und Wirken
Er war der Sohn eines Häuslers, Leinwebers und Musikus in Großnaundorf bei Pulsnitz. Nach dem Besuch der Kreuzschule in Dresden studierte er ab 1843 Theologie an der Universität Leipzig. Daneben beschäftigte er sich mit Poesie und Musik. Nachdem er 1849 das theologische Kandidatenexamen bestanden hatte und zum Dr. phil. promoviert worden war, wurde er Privatlehrer im Teichmann’schen Institut in Leipzig. 1851 wechselte Gärtner als provisorischer Lehrer an die dritte Bürgerschule in Leipzig und wurde 1855 Lehrer der dortigen fünften Mädchenklasse. 1859 wurde er zum Direktor der Bürgerschule in Schandau ernannt, doch schon 1862 wechselte er nach Dresden, wo er Direktor des Freimaurer-Instituts für Töchter gebildeter Stände in der Löbtauer Straße wurde. 1874 trat er aufgrund seines bereits angegriffenen Gesundheitszustandes im Alter von 53 Jahren in den vorzeitigen Ruhestand.
Er war Mitglied des Deutschen Sängerbundes und der Freimaurerloge Minerva zu den drei Palmen in Leipzig. 
Franz Abt vertonte seine Gedichte Wanderlied, Ade, Wald-Lied und Toast sowie Ein Sängertag.
1856 heiratete er in Leipzig Anna geborene Pohl.

## Publikationen (Auswahl)
- Predigt St. Johannis. In: Freimaurer-Zeitung, Nr. 51, 1853, S. 407f.
- Lieder und Bilder für Kinder. Leipzig, 1855.
- Gedichte. Den deutschen Männergesangvereinen gewidmet. Breslau, 1862.
- Einladung zu den am 15., 16. und 17. März 1869 abzuhaltenden öffentlichen Prüfungen an der Lehr- u. Erziehungsanstalt für Töchter gebildeter Stände zu Friedrichstadt-Dresden (Löbtauer Strasse 13). Vorausgeschickt ist "Ein Wort der Schule an das Aelternhaus". Dresden, 1869.
- Den Schwestern. In: Die Bauhütte, Leipzig, 1869, S. 221–237.
- Zur Festfeier des Goldenen Ehejubiläums Ihrer Majestäten des Königs Johann und der Königin Amalia von Sachsen in dem Freimaurerinstitute für Töchter am 9. November 1872 [...]. Dresden, 1872.